# Placówka Straży Celnej „Boże Pole”

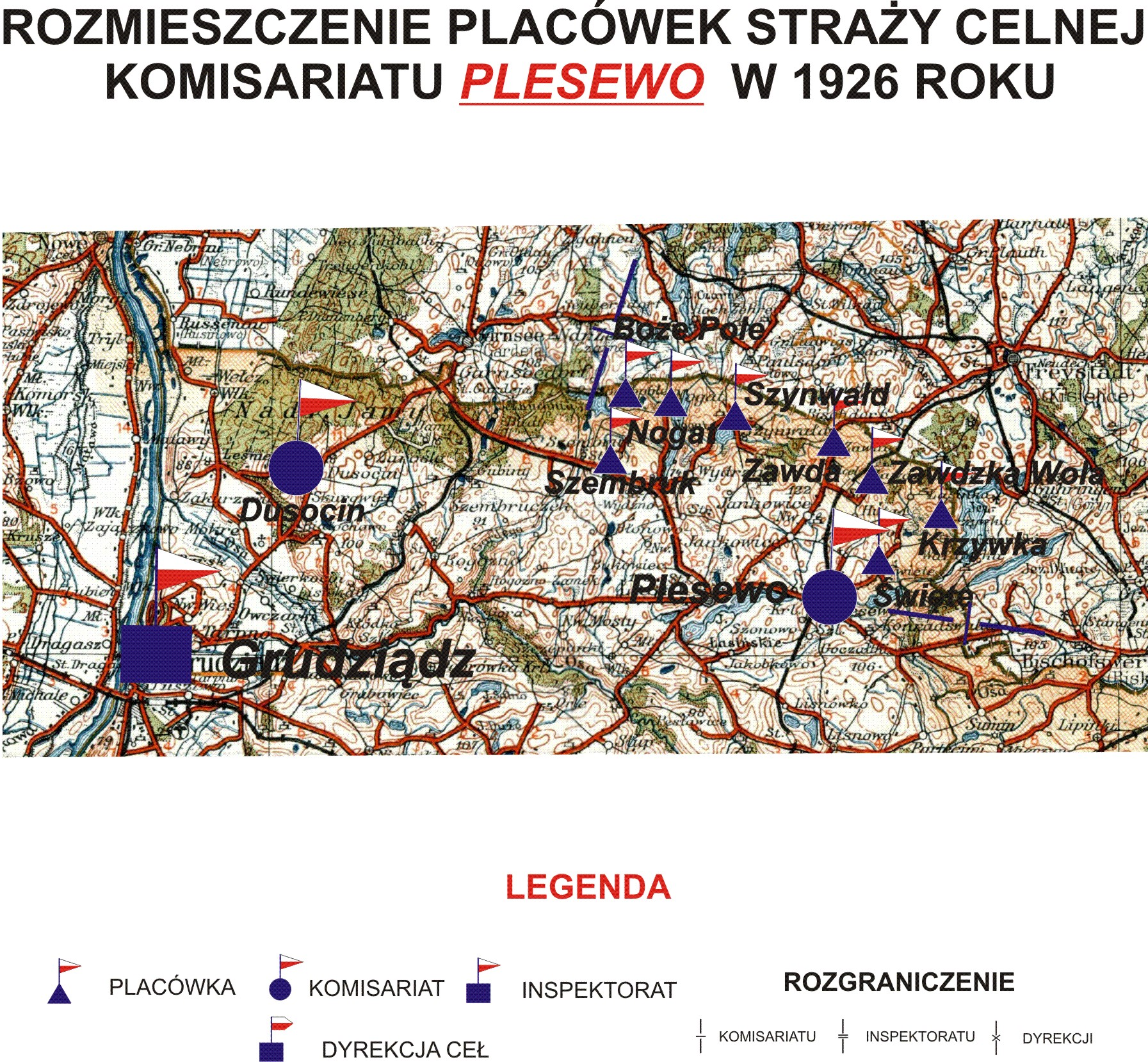
Rozmieszczenie placówek SC komisariatu "Plesewo" w 1926 r.

Placówka Straży Celnej „Boże Pole” – jednostka organizacyjna Straży Celnej pełniąca w okresie międzywojennym służbę ochronną na granicy polsko-niemieckiej.

## Geneza
Po zakończeniu wojny polsko-bolszewickiej rozwiązano formację Strzelców Granicznych. Ich rolę na granicy zachodniej i południowej przejęły Bataliony Wartownicze. Z dniem 1 kwietnia 1921 Bataliony Wartownicze przeorganizowano na Bataliony Celne.  W 1921 roku w Kamierowie stacjonował sztab 3 kompanii 21 batalionu celnego. Kompania wystawiała między innymi placówkę w Bożympolu. W 1922 roku w Dusocinie stacjonował sztab 2 kompanii 16 batalionu celnego. Kompania wystawiała między innymi placówkę w Bożympolu.

## Formowanie i zmiany organizacyjne
Na wniosek Ministerstwa Skarbu, uchwałą z 10 marca 1920 roku, powołano do życia Straż Celną. Jednostki Straży Celnej rozpoczęły przejmowanie odcinków granicy od pododdziałów Batalionów Celnych. Pododdziały 16 batalionu celnego zostały zluzowane przez strażników celnych 14 marca 1922 roku o godzinie 12:00 . Proces tworzenia Straży Celnej trwał do końca 1922 roku. Placówka Straży Celnej „Boże Pole” weszła w podporządkowanie komisariatu Straży Celnej „Plesewo” z Inspektoratu SC „Grudziądz”.
W drugiej połowie 1927 roku przystąpiono do gruntownej reorganizacji Straży Celnej. W praktyce skutkowało to rozwiązaniem tej formacji granicznej. Ochronę północnej, zachodniej i południowej granicy państwa przejęła powołana z dniem 2 kwietnia 1928 roku Straż Graniczna. W strukturach nowo powstałej formacji nie odtworzono placówki „Boże Pole”.

## Służba graniczna
Sąsiednie placówki
- placówka Straży Celnej „Nogat” ⇔ placówka Straży Celnej „Szembruk” – 1926[14]

## Funkcjonariusze placówki
Kierownicy placówki
| stopień    | imię i nazwisko, numer   | okres pełnienia służby | kolejne stanowisko |
| ---------- | ------------------------ | ---------------------- | ------------------ |
| przodownik | Stanisław Świątek (2698) | był w 1926             |                    |

Obsada personalna placówki w 1926
- przodownik Stanisław Świątek (2698)
- starszy strażnik Kazimierz Frąckowiak (556)
- strażnik Antoni Kiersztan (2940)
- strażnik Feliks Mętlicki (2575)
- strażnik Walenty Monieta (2588)
- strażnik Bolesław Kowalski (2942)
- strażnik Leon Zdanowski (30)